# 키르티무카

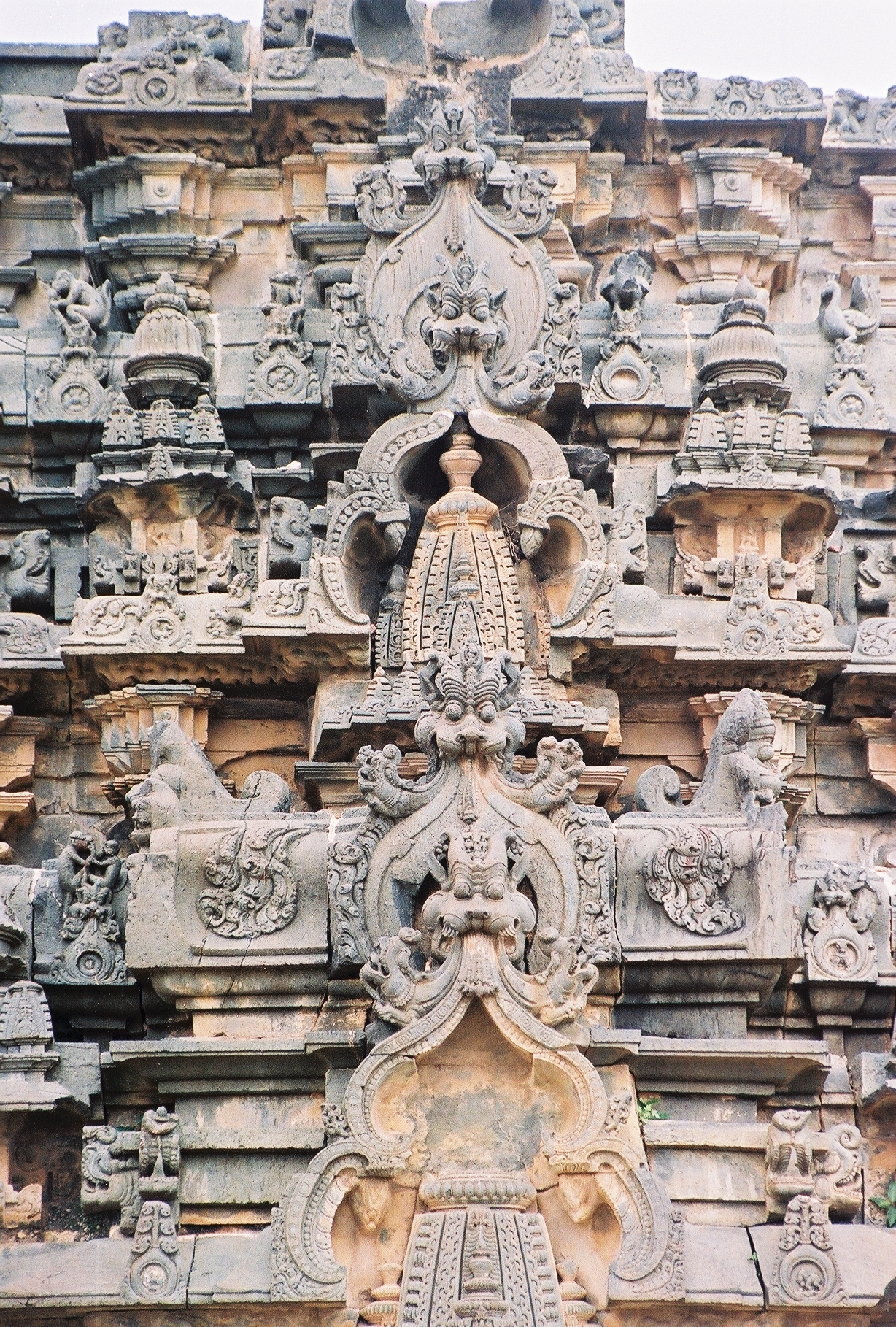
인도 카르나타카주의 가다그구 락쿤디에 있는 카시비스베바라 사원의 키르티무카

키르티무카(산스크리트어: कीर्तिमुख)는 네팔, 인도, 동남아시아의 힌두교 사원 건축 도상학에서 흔히 볼 수 있는 거대한 송곳니와 벌어진 입을 가진 사나운 괴물의 얼굴을 삼키는 형상으로, 불교 건축에서도 종종 볼 수 있으며, 한역으로는 귀면와(鬼面瓦)라고 불린다.
바다 괴물 마카라와 같은 다른 힌두교 전설 속 생물과 달리, 키르티무카는 본질적으로 예술의 장식적인 모티브로서 스칸다 푸라나와 시바 푸라나의 전설에서 유래한 동물이다.

## 유래와 특징

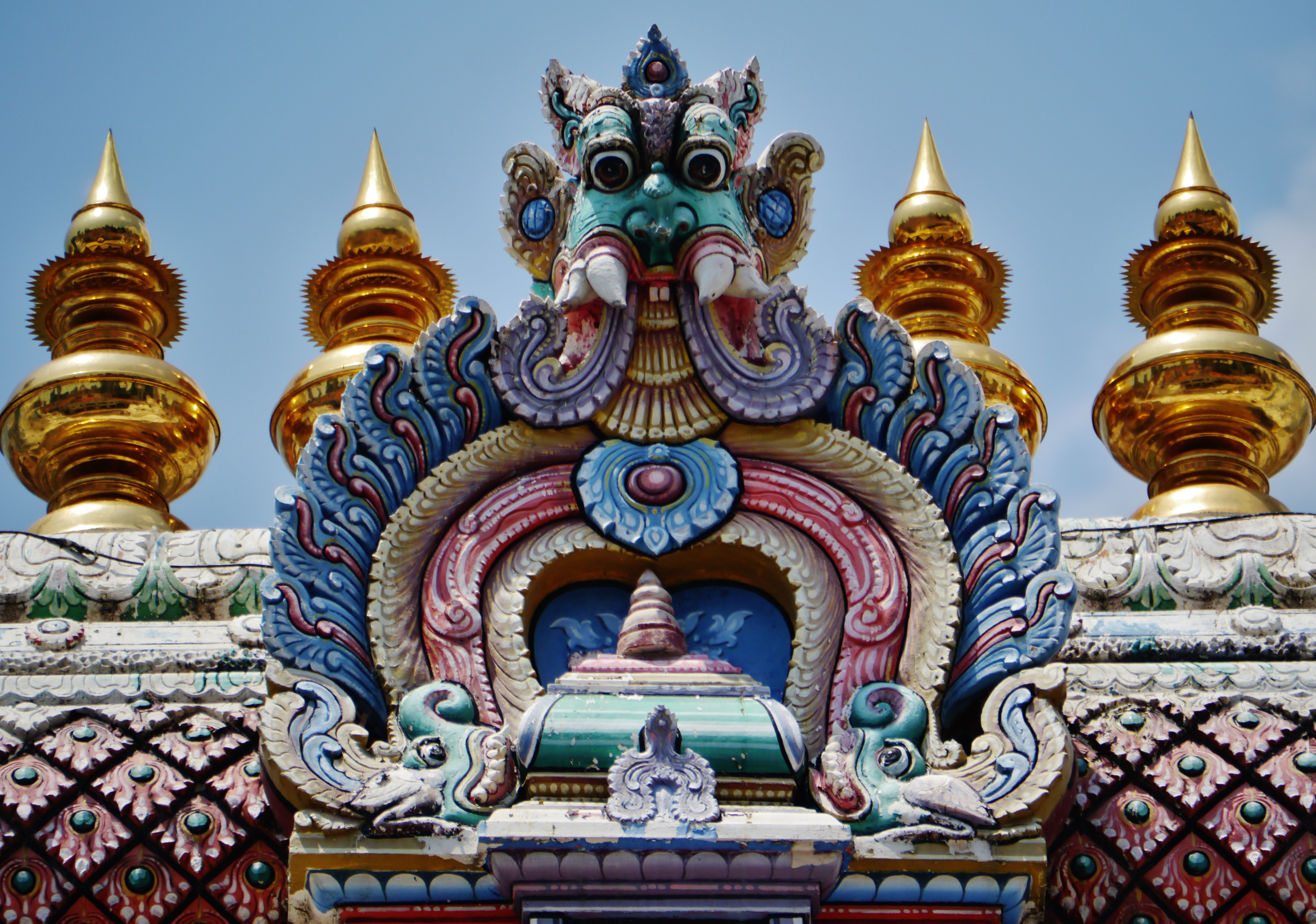
만디르 칼라사 및 키르티무카.

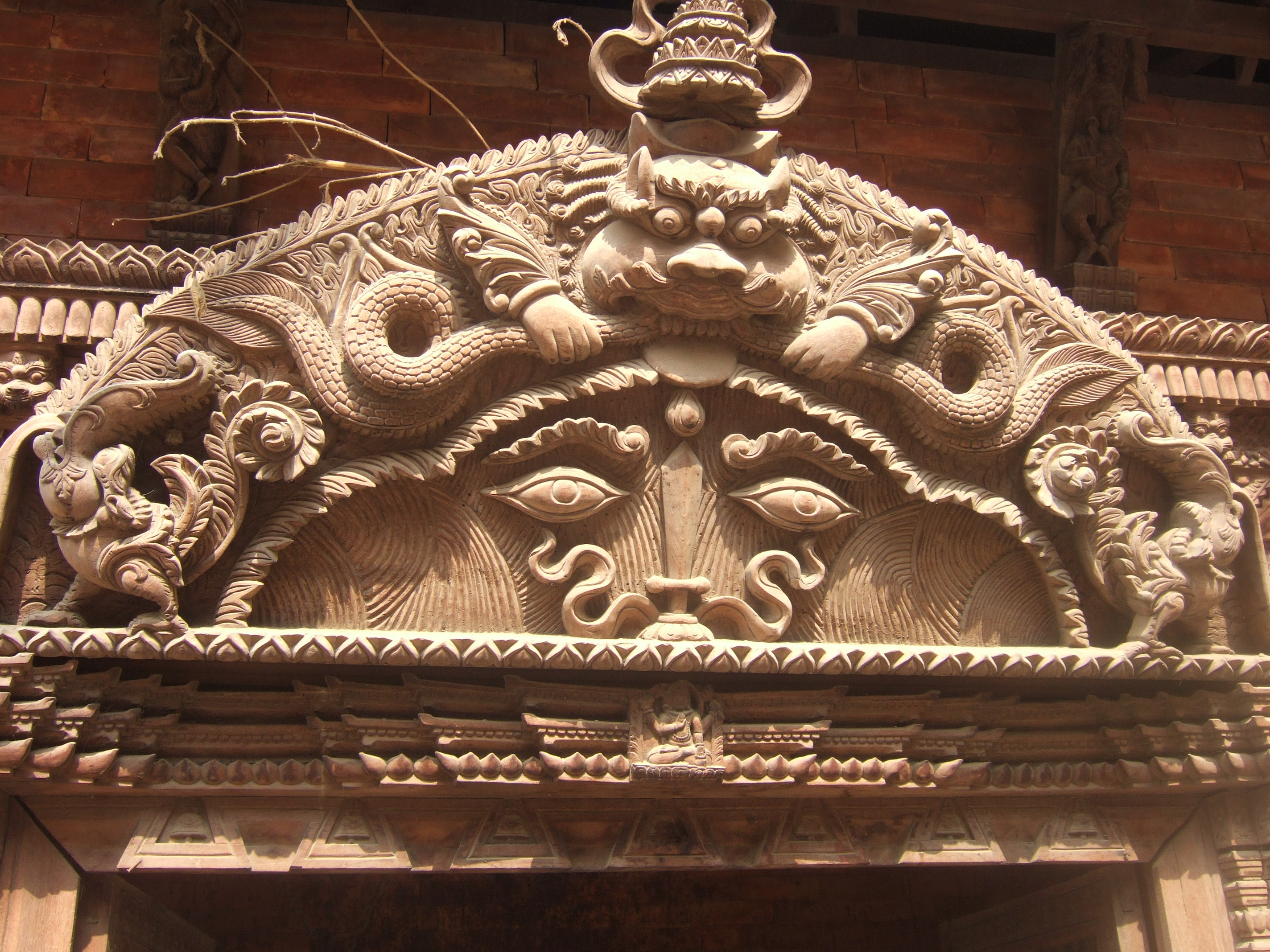
네팔 카트만두의 힌두 사원 입구 위의 키르티무카

산스크리트어로 무카는 얼굴을 뜻하고 키르티는 "명성, 영광"을 의미한다. 키르티무카의 이야기는 아수라 왕 잘란다라가 "특별한 고행으로 ... 저항할 수 없는 힘을 스스로 축적"하면서 시작된다. 그는 자부심이 가득하여 시바에게 도전하기 위해 달을 일식하는 것이 주된 임무인 괴물 라후를 전령으로 보내 도전장을 내밀었다. "시바가 자신의 빛나는 보석인 신부 파르바티를 포기하라는 도전이었다." 시바의 즉각적인 대답은 세 번째 눈에서 엄청난 힘을 폭발시켜 끔찍하고 게걸스러운 사자를 만들어내는 것이었다. 겁에 질린 라후는 시바의 자비를 구했고, 시바는 그에게 자비를 베풀었다. 굶주린 사자에게 먹이를 주기 위해 시바는 그 생물이 인간의 이기심,탐욕, 애착을 먹어야한다고 제시했다. 결과에 만족한 시바는 그에게 "키르티무카"이라는 이름을 붙이고 항상 사원 문에 있어야한다고 선언했다. 따라서 키르티무카는 시바 자신의 상징이다.
키르티무카는 특히 남인도 건축에서 사원의 꼭대기 또는 신의 형상을 극복하는 모티브로 자주 사용된다. 짐머가 쓴 바에 따르면, "키르티무카는 주로 아포트로피적인 악마 가면, 섬뜩하고 경외심을 불러일으키는 문지방의 수호자 역할을 한다."
이 얼굴은 때때로 또 다른 조각 요소인 사자 얼굴(심하무카)과 혼동되기도 한다. 그러나 키르티무카가 되기 위해서는 삼키는 행위에 종사해야 한다. 키르티무카는 "모든 것을 소비하는 자"의 모습이기 때문이다.
튀어나온 눈을 가진 이 괴물 같은 얼굴은 많은 힌두 사원의 내부 성소로 향하는 문의 상인방 위에 장식되어 있으며, 이는 사원 입구를 표시하는 재흡수를 의미한다. 드라비다 건축과 다른 곳에서는 가바크샤 (쿠두, 나시) 모티프 위에 위치한다. 대부분은 얼굴일 뿐이며 실제로는 윗턱과 얼굴 윗부분만 보이는 경우가 많지만 어떤 곳에서는 팔도 그려져 있다. 이 모티브는 때때로 시바의 헝클어진 머리카락에서도 찾아볼 수 있다.
일부 저자는 키르티무카를 그리스 신화의 우로보로스와 비교했다.

## 갤러리

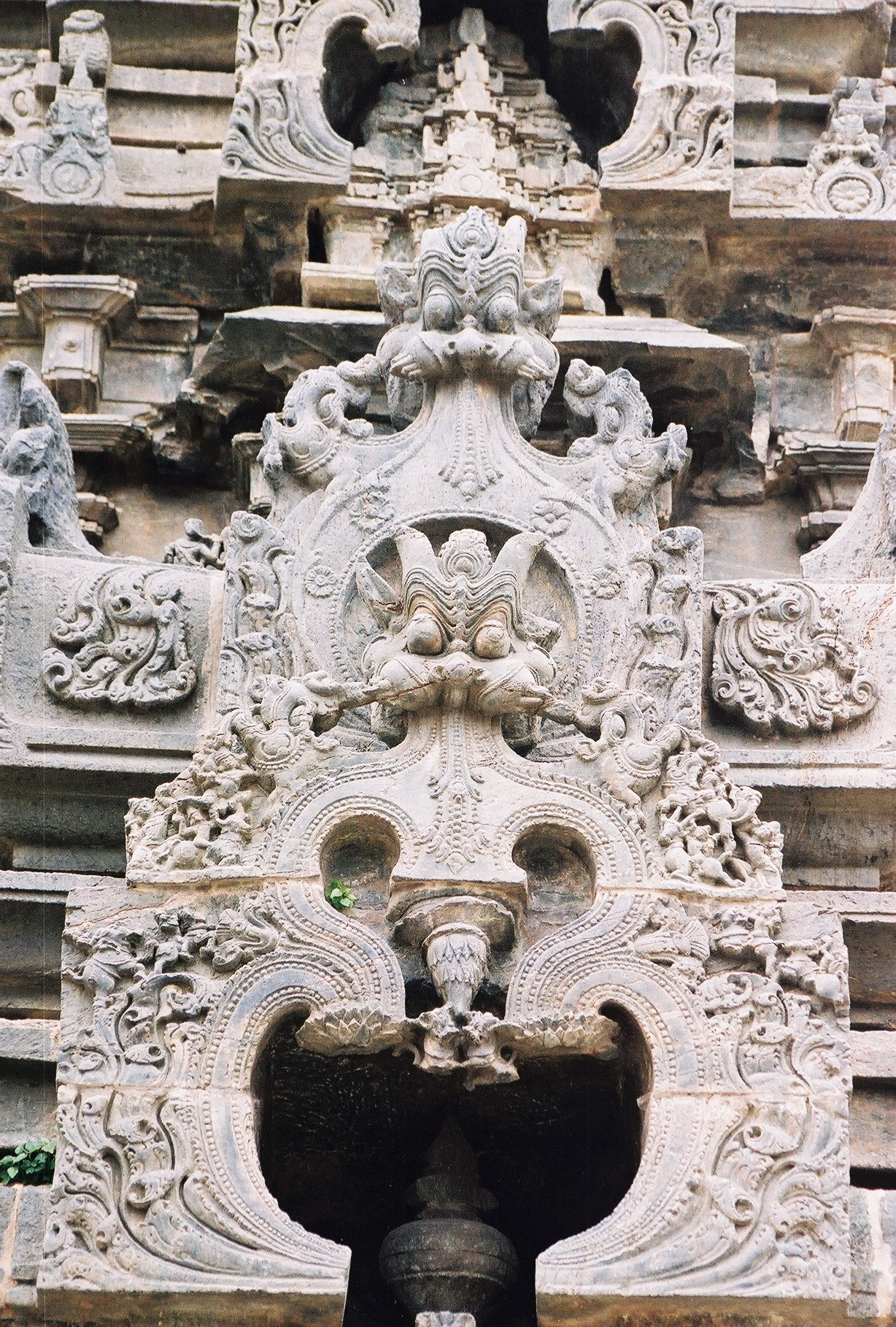
인도 카르나타카 주다르와드구 아니게리의 암루테슈바라 사원에 있는 키르티무카
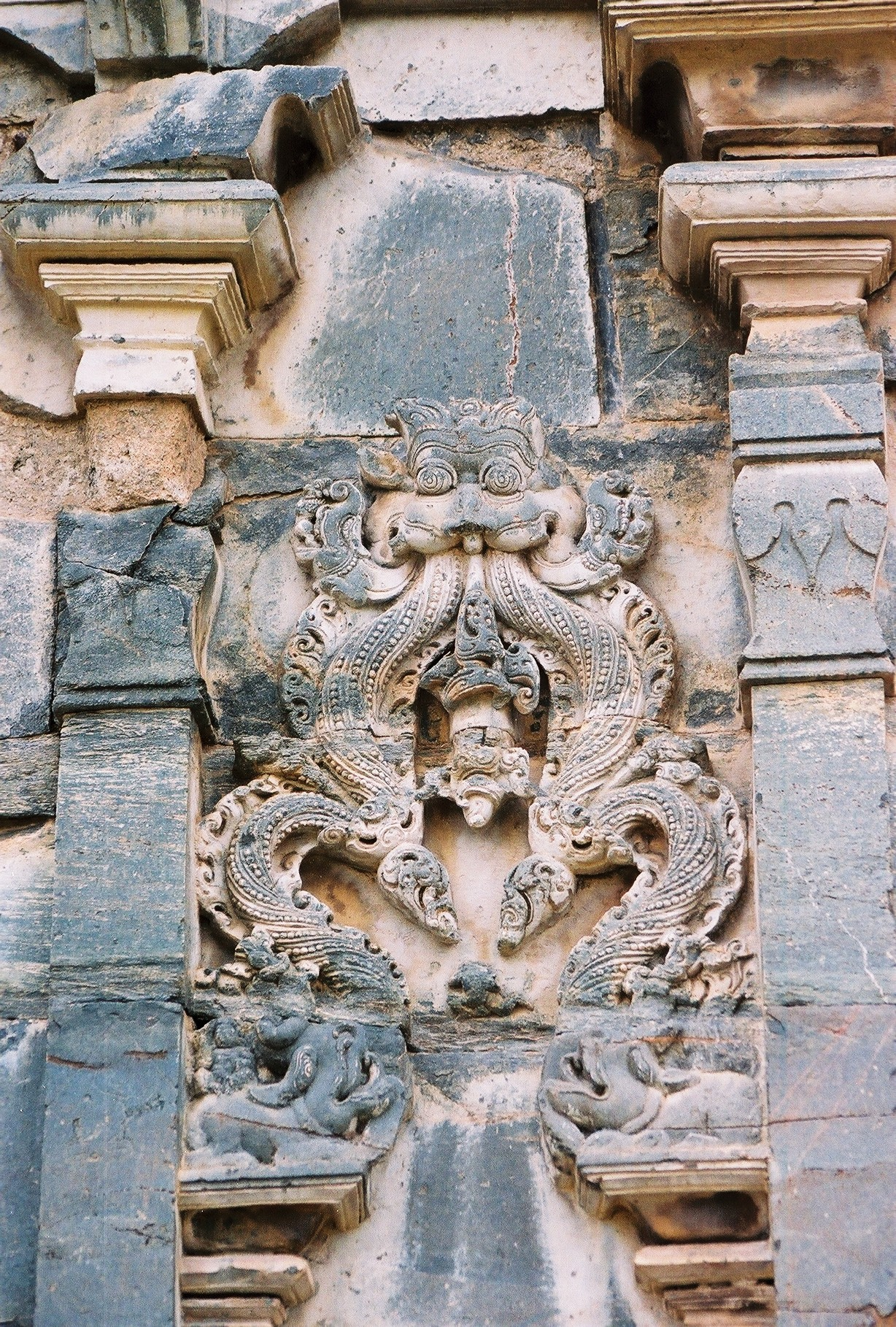
카르나타카주 가다그구 라쿤디에 있는 카시 비스베슈바라 사원의 키르티무카
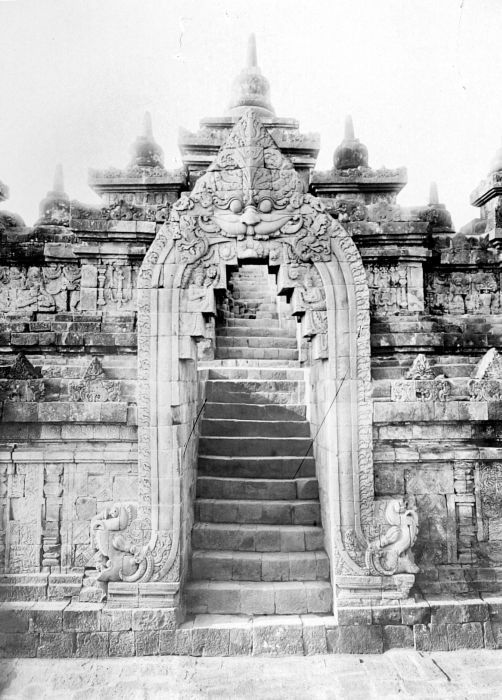
칼라-마카라, 9세기 자와섬 샤일렌드라 보로부두르의 키르티무카
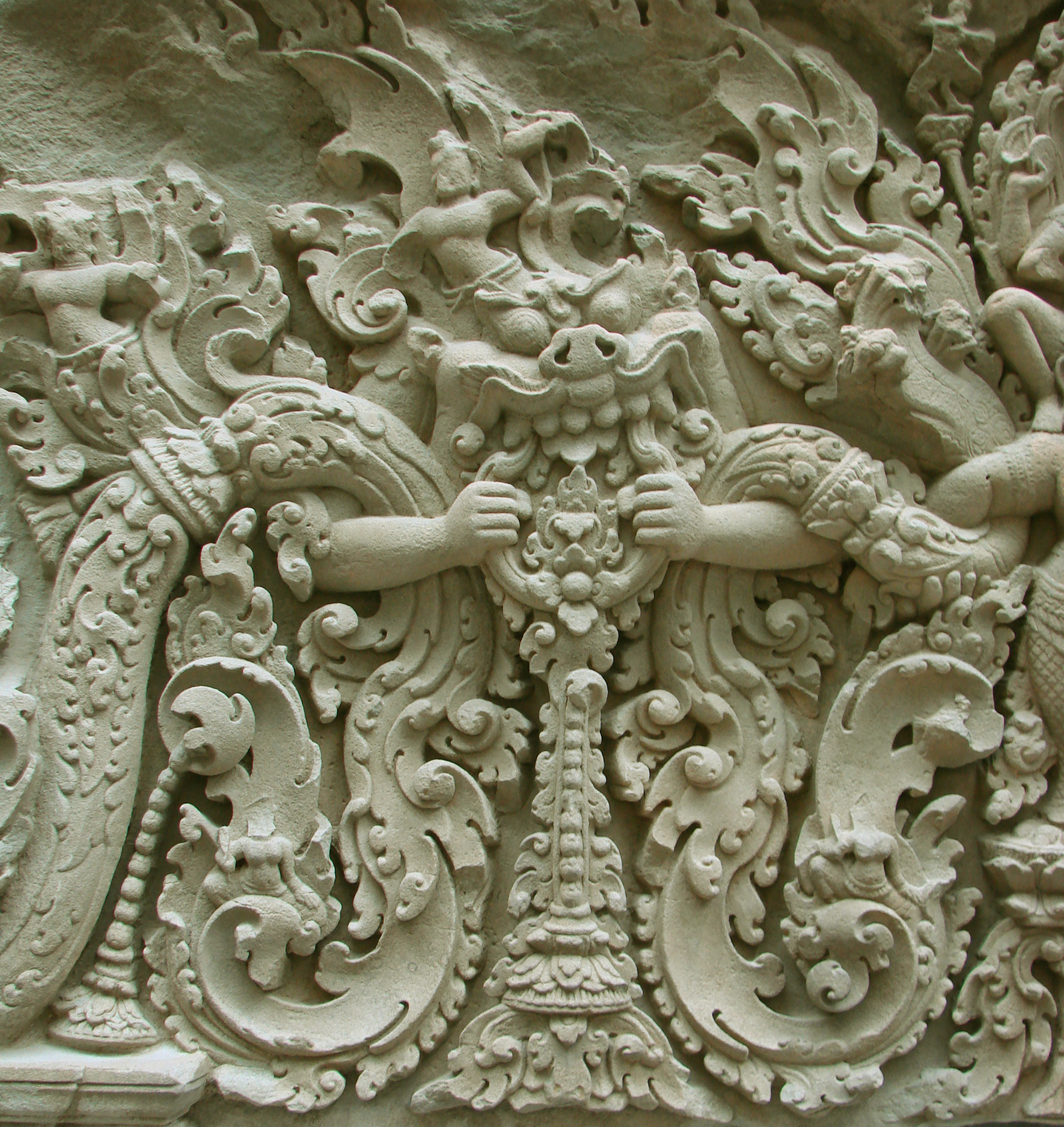
프라삿 콕 포 아의 키르티무카, 앙코르, 시엠레아프, 캄보디아, 9세기
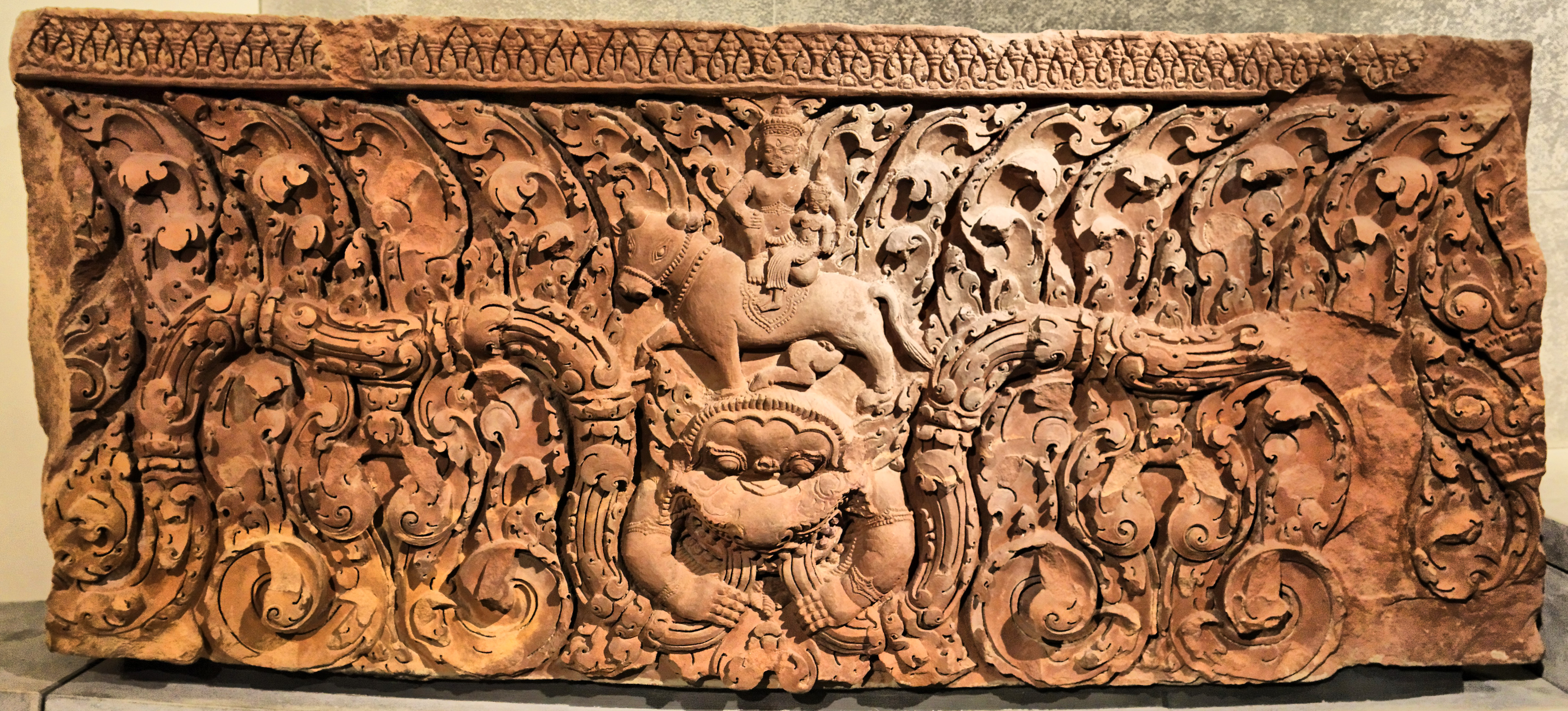
캄보디아 바트 크랄란의 크메르 키르티무카 린텔, 바푸온, 앙코르 양식, 11세기
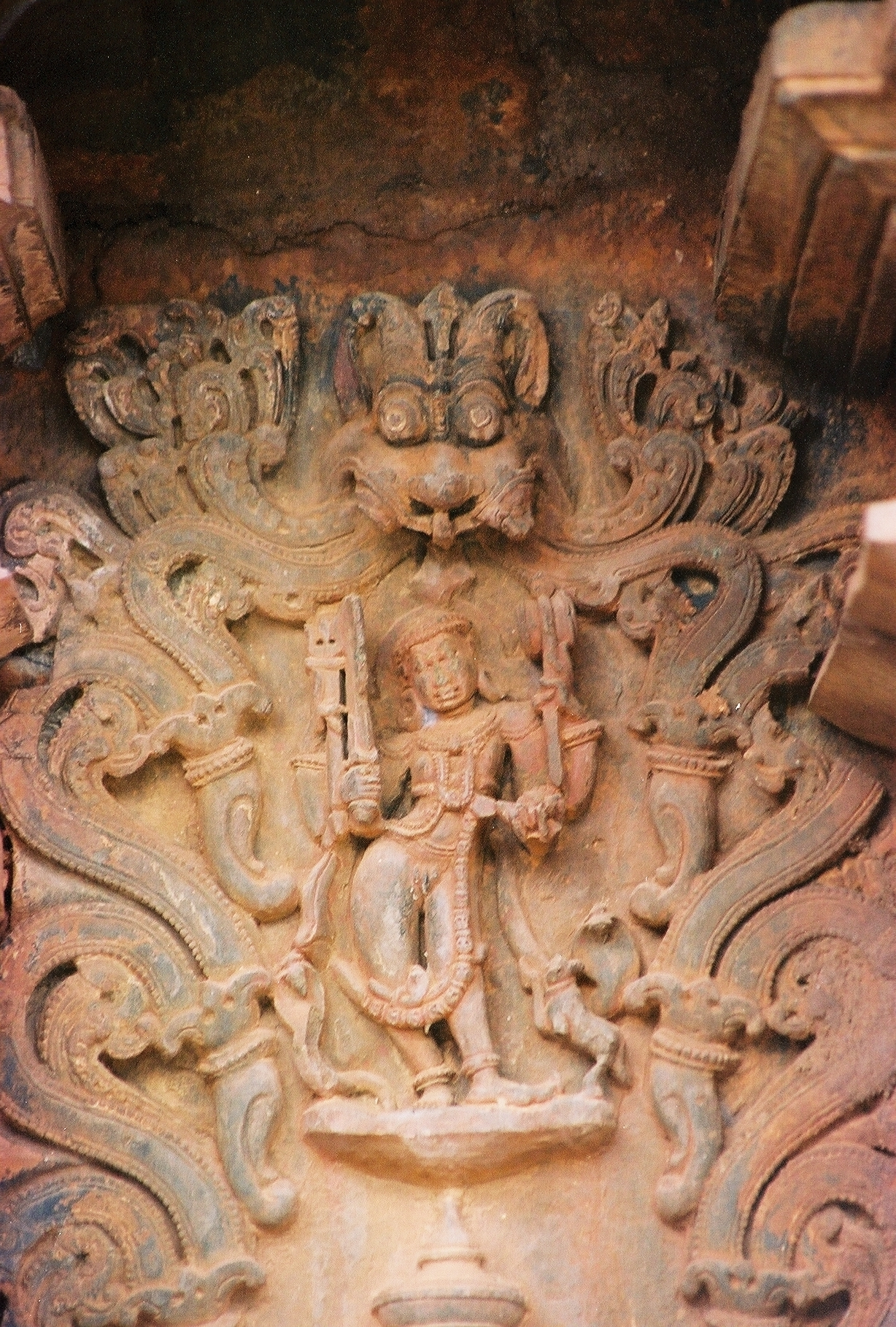
인도 카르나타카주 하베리에 있는 베드데스바라 사원의 키르티무카
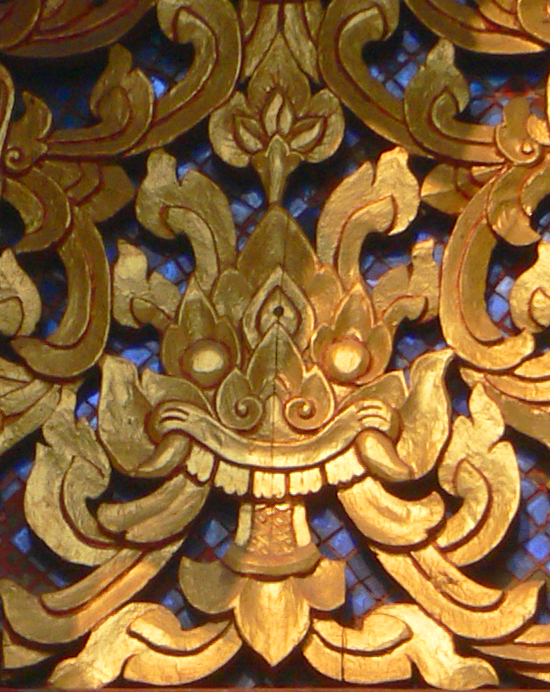
태국 치앙마이 '왓 반 핑'의 키르티무카
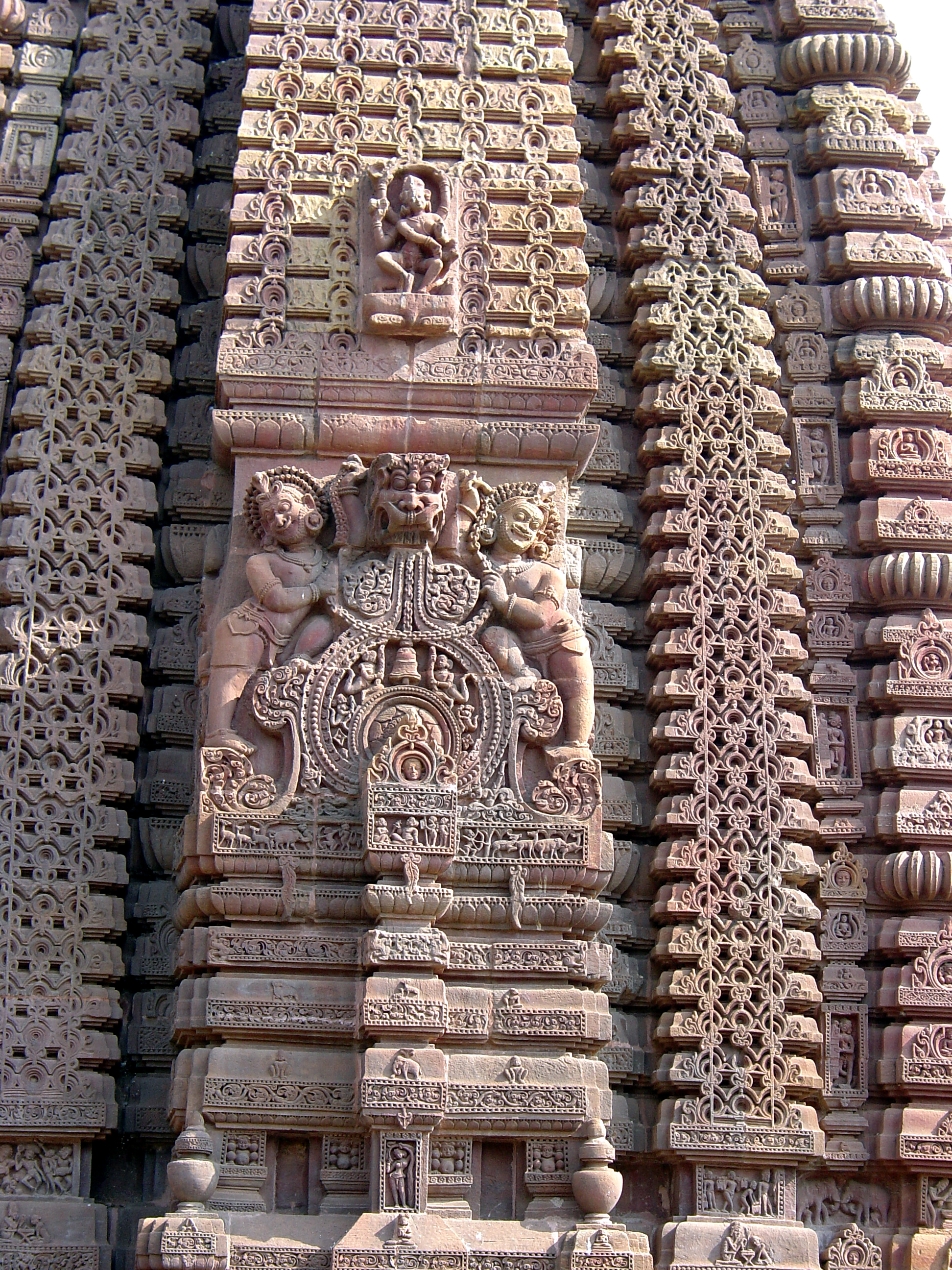
인도 오디샤주 부바네스와르 무크테슈바라 사원의 키르티무카
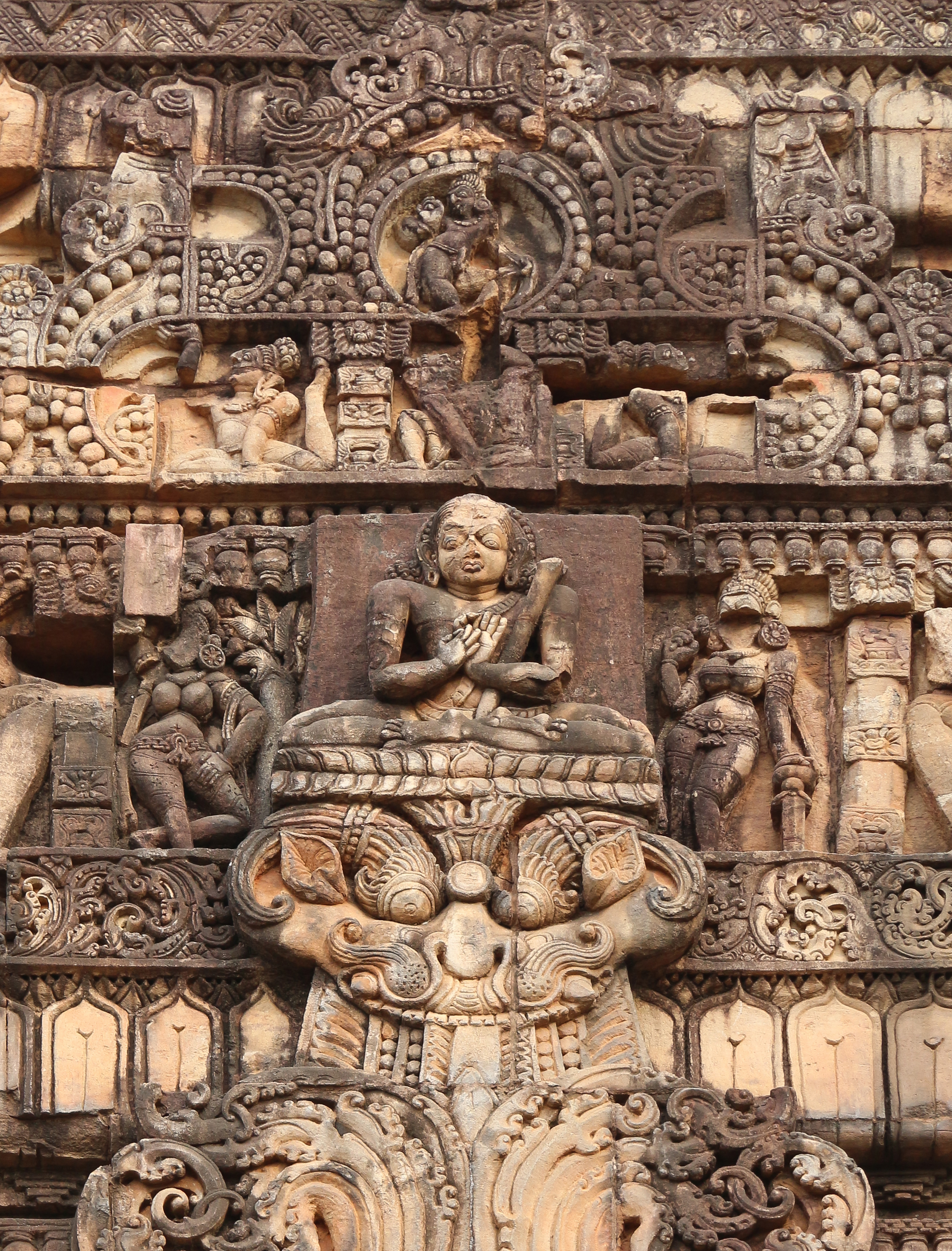
인도 오디샤주 부바네스와르 파라슈라메슈바라 사원의 키르티무카